# Guillaume Liabeuf
Pour les articles homonymes, voir Liabeuf.
Pas d'image ? Cliquez ici

a Compétitions nationales et continentales officielles uniquement.

b Matchs officiels uniquement.
Dernière mise à jour le 27 mars 2025.
Guillaume Liabeuf, né le 21 novembre 1984 à Toulon (Var), est un joueur de rugby à XV et à sept français qui évolue au poste d'ailier.

## Palmarès

### En club
- Finaliste du Championnat de France Reichel : 2005
- Vainqueur de la Plate Sevens a Rome : 2007

### En équipe nationale
- Équipe de France de rugby à sept (participation aux tournois de George 2006 et Tunis 2006 et 2007)